# 베유 대수
리 대수 이론에서, 베유 대수(Weil代數, 영어: Weil algebra)는 리 대수의 슈발레-에일렌베르크 대수에서, 고차 코호몰로지가 모두 없어지게 생성원들을 추가하여 얻는 미분 등급 대수이다. 대략, 리 군의 분류 공간 위의 주다발의 전체 공간에 해당하며, 이 때문에 리 대수 코호몰로지의 이론에서 중요한 역할을 한다.

## 정의
다음이 주어졌다고 하자.
- 체 {\displaystyle K}
- {\displaystyle K} 위의 리 대수 {\displaystyle {\mathfrak {g}}}

그렇다면, {\displaystyle {\mathfrak {g}}}의 베유 대수는 다음과 같은 미분 등급 대수이다.
{\displaystyle \operatorname {W} ({\mathfrak {g}})=\bigwedge ({\mathfrak {g}}^{*}\oplus {\mathfrak {g}}[1])\cong \bigwedge ({\mathfrak {g}}^{*})\otimes \operatorname {Sym} ({\mathfrak {g}}^{*})}
{\displaystyle \operatorname {W} ^{n}({\mathfrak {g}})=\bigoplus _{2p+q=n}\operatorname {Sym} ^{p}({\mathfrak {g}}^{*})\otimes _{K}\bigwedge ^{q}{\mathfrak {g}}^{*}}
여기서
- {\displaystyle ({\mathfrak {g}}^{*}\oplus {\mathfrak {g}}^{*}[1])}는 등급이 1인 {\displaystyle {\mathfrak {g}}^{*}}와, 등급이 2인 {\displaystyle {\mathfrak {g}}^{*}[1]}의 직합으로 생성되는 외대수이다. (즉, 등급이 2인 것들은 서로 가환이며, 등급이 1인 것들은 서로 반가환이다.)

즉, {\displaystyle \textstyle \bigwedge ({\mathfrak {g}}^{*})\otimes \operatorname {Sym} ({\mathfrak {g}}^{*})}로의 표현에서, 외대수 성분의 생성원의 등급은 1이며, 대칭 대수 성분의 생성원의 등급은 2이다.
그 위의 미분 연산은 다음과 같다.
{\displaystyle \mathrm {d} =\mathrm {d} _{1}+\mathrm {d} _{2}}
여기서
- {\displaystyle \mathrm {d} _{1}\colon {\mathfrak {g}}^{*}\to {\mathfrak {g}}[1]}은 외대수의 생성원을 대칭 대수의 생성원으로 대응시킨다. (이는 {\displaystyle {\mathfrak {g}}[1]} 위에는 0으로 작용한다.)
- {\displaystyle \mathrm {d} _{2}}는 {\displaystyle {\mathfrak {g}}}의 슈발레-에일렌베르크 대수 {\displaystyle \textstyle \operatorname {CE} ({\mathfrak {g}})=\bigwedge {\mathfrak {g}}^{*}}의 미분이다. (이는 {\displaystyle {\mathfrak {g}}[1]} 위에는 작용하지 않는다.)

## 성질
리 대수의 베유 대수의 코호몰로지는 등급 0을 제외하고는 모두 0이다. 이는 완전열
{\displaystyle K[{\mathfrak {g}}^{*}]^{\mathfrak {g}}\to \operatorname {W} ({\mathfrak {g}})\to \operatorname {CE} ({\mathfrak {g}})}
에 속한다. 여기서
- {\displaystyle \operatorname {CE} ({\mathfrak {g}})}는 {\displaystyle {\mathfrak {g}}}의 슈발레-에일렌베르크 대수이다.
- {\displaystyle K[{\mathfrak {g}}^{*}]^{\mathfrak {g}}}는 {\displaystyle {\mathfrak {g}}} 위의 불변 다항식들의 대수이다.

이 완전열은 리 군 {\displaystyle G}의 분류 공간의 주다발
{\displaystyle G\hookrightarrow \mathrm {E} G\twoheadrightarrow \mathrm {B} G}
의 무한소 형태이다.

## 역사
앙드레 베유의 이름을 땄다.

## 참고 문헌
- Cartan, Henri (1951), 〈Notions d'algèbre différentielle; application aux groupes de Lie et aux variétés où opère un groupe de Lie〉, 《Colloque de topologie (espaces fibrés), Bruxelles, 1950》, Georges Thone, Liège, 15–27쪽, MR 0042426 Reprinted in (Guillemin & Sternberg 1999)
- Guillemin, Victor W.; Sternberg, Shlomo (1999), 《Supersymmetry and equivariant de Rham theory》, Mathematics Past and Present, Berlin, New York: Springer-Verlag, ISBN 978-3-540-64797-3, MR 1689252